# Provadya Kaatsheuvel
Provadya Kaatsheuvel was een jongerencentrum, dat in de korte tijd van haar bestaan (1969–1974) door activiteiten en bezoekers beroemd dan wel berucht werd in Kaatsheuvel en wijde omgeving. Dit artikel verhaalt over de opkomst, de glorie en de ondergang.

## Het verhaal

### De opkomst
Provadya Kaatsheuvel is ontstaan aan het eind van de jaren zestig uit luisteravondjes bij jongeren thuis. Op deze luisteravondjes werd zogenaamde undergroundmuziek gedraaid op een in die tijd moderne stereo-installatie. Dit soort avondjes werden vaak landelijk aangekondigd in het weekblad Hitweek.
Op een gegeven moment werden de avondjes in Kaatsheuvel zo druk bezocht, dat ouders gingen klagen. Daarom werd er gezocht naar andere mogelijkheden. De eerste openbare muziekavond werd georganiseerd in januari 1969 in de kelder onder het toneel van zaal van Dun. In augustus 1969 werd er een weekend van love en peace georganiseerd in de Kinkepolder in Kaatsheuvel. Dat weekend werd een groot succes met een enorm gevarieerd programma,( o.a Guus van Cleef en Legs Boelen) in uitstekende sfeer en veel bezoekers. Genoeg reden voor de jongeren om bij de gemeente Loon op Zand aan te kloppen met het verzoek om een grote, eigen ruimte. Deze gemeente had blijkbaar in de persoon van de heer van Erp een zodanig vooruitstrevende burgemeester, dat op dit verzoek werd ingegaan. De ruimte werd gevonden in het oude gemeentehuis aan de Hoofdstraat, dat ook gebruikt werd door activiteitencentrum 'Den Dam'. Met 300 gulden subsidie werd aan het eind van 1969 een ruimte op de eerste verdieping omgetoverd tot een sfeervolle Blauwe kamer. De Blauwe kamer was rijkelijk voorzien van kussens en was verder verstoken van enig meubilair. In de Blauwe kamer werd voornamelijk naar muziek geluisterd. Daarbij werd, hoewel officieel door de organisatie verboden, regelmatig een jointje gerookt.
Eind 1969 werd de stichting Provadya Kaatsheuvel opgericht. In het eerste stichtingsbestuur zaten Lia van Zon (voorzitter), Pierre van Meeuwen (secretaris) en Rens Hesselmans (penningmeester).

### De glorie
Voorjaar 1970 werd de inwoning bij activiteitencentrum 'Den Dam' beëindigd en kreeg Provadya de beschikking over het gehele oude gemeentehuis. De voormalige secretarie werd met zwart plastic omgetoverd tot een mysterieuze ruimte, waarin concerten gegeven konden worden. Er waren optredens van de Blues Collection, de huisband met Tinus Smit,Rivendell met Legs Boelen,Guus van Cleef,Ad Rek en Genieke Smit Dirty Underwear, de N.V. Vrijemuziekonderneming, met onder andere Hans Sanders en Bertus Borgers, Ohm met jazz uit Tilburg, de Instant Composers Pool met Han Bennink en Misha Mengelberg, Tortilla met J.P. den Tex, Ahora Mazda, de huisband van Fantasio, maar ook door muzikale Turken uit Waalwijk. De concerten werden altijd omlijst met een lichtshow, vloeistofdia's en stomme films van Charley Chaplin, Laurel en Hardy dan wel soft sex. De filmpjes werden betrokken van Jan Smit van het Apollotheater in Kaatsheuvel. Samen met Jan Smit werden door de goeiefilmsklup in het Apollotheater ook goeie films gedraaid zoals Mistery in triplo van onder andere Federico Fellini en Figures in a landscape van Joseph Losey.
Verder waren er natuurlijk gewone luisteravonden, maar ook lezingen, discussies, cursussen over het Marxisme en Leninisme en allerlei wedstrijden zoals step, hardlopen en voetbal. Er werden ook gezamenlijke bezoeken aan concerten van bands van groepen van naam georganiseerd.
Er werd drank, waaronder allerlei soorten thee, en zelfgemaakt eten zoals tortilla's, verkocht. En er werd geblowd, hoewel officieel nog steeds verboden.
In Provadya kwamen jongeren uit de wijde omtrek en van allerlei pluimage. Er kwamen scholieren, studenten, werkende (onder andere bouwvakkers) en niet-werkende (langharig werkschuw tuig) jongeren van allerlei rangen en standen. Het was binnen Provadya de bedoeling om de grenzen tussen rangen en standen te doorbreken en samen te werken aan een beter toekomst waarin vrouwen en jongeren ook iets te zeggen hadden. Status werd niet erkend; er was respect en waardering op basis van persoonlijkheid en daden.
In de zomer van 1972 heeft Provadya afscheid genomen van het oude gemeentehuis, dat plaats moest maken voor een winkelcentrum. Nieuwe huisvesting werd dankzij de gemeente gevonden in een huisje met tuin aan de Huijgenstraat. Dat huisje moest eerst wel ingrijpend verbouwd worden. Vaste bezoekers van Provadya met ervaring in de bouw, waaronder Kees Timmers en Pierre van Heeswijk, hebben daar veel vrije tijd aan besteed. Het werd een prachtig maar kleinschalig onderkomen met gewelven, een witte boom in het midden, een goed uitgeruste bar, een licht- en geluidscentrum, een minipodium voor optredens van singer-songwriters en een loungezolder. Het huisje werd Lothlorien gedoopt naar het land waar de grijze elfen woonden, waar Galadriel en Celeborn heersten. In Lothlorien waren optredens van onder andere  D'Eendragt  Legs Boelen en Erik Pullens met hilarische Brabantse songs  maar ook Derroll Adams. Voor grotere bands moest worden uitgeweken naar ontmoetingscentrum de Werft. Daar waren optredens van onder andere de (Zuid-Nederlandse) Fanfare, min of meer functionerend als huisband, de Mr. Albertsjoo, Solution en Alquin.

### De ondergang
In de loop van de jaren zijn veel actieve Provadyabezoekers van het eerste uur vertrokken naar de grote stad. Door gebrek aan actieve mensen is Provadya in de loop van 1974 een zachte dood gestorven. Provadya was een landelijke "beweging" in die jaren, opgericht door Koos Zwart. De eerste Provadya ontstond in Amsterdam (afgeleid van het woord Provo). Er waren Provadya's bijvoorbeeld in Breda, Middelburg. Die in Middelburg veranderde van naam en werd "Open de Beuk". De beuk refereert in dit geval aan het boezemstuk van de Zeeuwse boerinnendracht en niet aan de boom. Nadat De Beuk van het pand aan de Koorkerkhof in Middelburg naar de Herengracht verhuisd was, is het een langzame dood gestorven, mede vanwege het intrekken van subsidies door de gemeente en wanbeleid door de toenmalige projectleiders.

### Het naspel
Sinds 1974 heeft er twee keer een reünie plaatsgevonden in hotel Smit te Kaatsheuvel. In 2004 heeft de VPRO in het kader van geschiedenis-tv in de documentaire Blowen in de polder uitgebreid aandacht geschonken aan het fenomeen Provadya Kaatsheuvel. Inmiddels zijn in de loop der jaren een aantal gewaardeerde Provadyanen overleden.

## Provadya
De naam Provadya of Provadya? is ontstaan aan het eind van de jaren zestig van de twintigste eeuw. Pro verwijst naar de provobeweging in de jaren zestig, die de gevestigde orde provoceerde. Vadya is Sanskriet voor muziek. Het vraagteken wil aangeven: niets is zeker, alles kan.

## Undergroundmuziek
Undergroundmuziek of kortweg underground is een muziekstroming ontstaan in de tweede helft van de jaren zestig aan de westkust van de Verenigde Staten met San Francisco als middelpunt. De muziekstroming kenmerkt zich door het experimentele karakter, lange uitgesponnen nummers, improvisaties tijdens optredens, het gebruik van veel en ook bijzondere instrumenten, vervorming van het gitaargeluid en vaak bijzondere namen van de bands. De muziek had relaties met de flowerpower en latere hippiebeweging. De muziek wordt ook wel psychedelische muziek genoemd omdat onder invloed van drugs nog beter van deze muziek genoten zou kunnen worden.
Representanten van deze muziekstroming zijn de Amerikaanse bands Country Joe and the Fish met Joe McDonald, Spirit, Quicksilver Messenger Service met John Cipollina, Grateful Dead met Jerry Garcia, Jefferson Airplane met Grace Slick, Iron Butterfly, Love, Mothers of Invention met Frank Zappa, The eyes of Baconstreet Union, Fever Tree, maar ook Engelse bands als Traffic met Steve Winwood, Pink Floyd met David Gilmour en Roger Waters en Soft Machine met Robert Wyatt. Elpees van deze bands waren vaak alleen via importwinkels te verkrijgen.